# Кристина Клайн
Кристина Клайн (на немски: Christina Klein) или по-известна с псевдонима си Лафее (LaFee), е певица и текстописец от Германия.

## Биография
Родена е на 1 декември, 1990 в Щолберг, Германия. Дъщеря е на Берхнард и Кериакула Клайн. Майка ѝ е гъркиня, собственичка на ресторант за гръцка кухня, а баща ѝ е шофьор на цистерна. Кристина и нейният по-голям брат Андреас израстват в Щолберг. Талантът на Лафее е открит на 13 години от музикалния продуцент Боб Арц, докато тя пее на конкурс за деца – Kinder search. Тя учи в професионалната гимназия по текстил в Аахен и понеже харесва готическия стил облекло, сама шие дрехите си.

## Други
Навсякъде певицата носи татуировка (лепенка) на лявото си слепоочие измислена от самата нея, изразяваща инициалите на LaFee – LF.
Любими:
- Цвят – жълт.
- Храна – трахана (гръцка хлебна супа).
- Животни – котка и куче.
- Очи – кафяви, коса – светла, ръст – 166, зодия – стрелец, хобита – пеене, плуване, танцуване.
- Маниачка е на тема чистота. В момчетата първо гледа зъбите и ноктите, твърди че ако не могат да поддържат това, не биха могли да поддържат и връзка.

## Дискография
1. Албум – LaFee (2006)
1. "Prinzesschen"
2. "Virus"
3. "Mitternacht"
4. "Wo bist du (Mama)"
5. "Verboten"
6. "Halt mich"
7. "Das erste Mal"
8. "Du lebst"
9. "Was ist das"
10. "Lass mich frei"
11. "Sterben für dich"
12. "Wo bist du (Mama)" (Heavy mix)

2. Албум – Jetzt erst recht (2007)
1. "Jetzt erst recht"
2. "Heul doch"
3. "Du bist schön"
4. "Der Regen fällt"
5. "Beweg dein Arsch"
6. "Wer bin ich"
7. "Küss mich"
8. "Zusammen"
9. "Stör ich"
10. "Für dich"
11. "Weg von dir"
12. "Heiß"

3. Албум – Shut Up (2008)
1. "Midnight Strikes"
2. "Shut Up"
3. "Now's The Time"
4. "On The First Night"
5. "Come On"
6. "Set Me Free"
7. "Tell Me Why"
8. "Little Princess"
9. "Scabies"
10. "What's Wrong With Me"
11. "Lonely Tears"
12. "Hot"

4. Албум – Ring frei (2009)
1. "Intro"
2. "Ring frei"
3. "Eiskalter Engel"
4. "Ein letztes Mal"
5. "Scheiss Liebe"
6. "Ich bin ich"
7. "Angst"
8. "Hand in Hand"
9. "Nur das eine"
10. "Lieber Gott"
11. "Was hat sie"
12. "Normalerweise"
13. "Danke"